# Todos los días sale el sol
|  | Per a la cançó del mateix nom, consulteu Todos los días sale el sol (cançó). |

Todos los días sale el sol és l'àlbum debut de la banda catalana de rock alternatiu Bongo Botrako. Va ser produït per Mario Patiño i el líder de la banda Uri Giné, i va ser publicat a l'estat espanyol el 27 de setembre de 2010 amb Kasba Music. L'àlbum inclou l'èxit més notable de la banda, «Todos los días sale el sol» (també conegut com a «Chipirón»), que va assolir el lloc número #12 a la llista espanyola de cançons més venudes i el lloc número #2 a la llista espanyola de cançons més venudes a iTunes. Todos los días sale el sol també va ser publicat més tard a França, Alemanya, Regne Unit, Bèlgica, Països Baixos, Luxemburg i Japó.

## Llistat de cançons
Totes les cançons foren escrites i compostes per Uri Giné, excepte les cançons indicades. 
| Núm.          | Títol                        | Durada |
| ------------- | ---------------------------- | ------ |
| 1.            | «Todos los días sale el sol» | 2:26   |
| 2.            | «Llegará la primavera»       | 2:47   |
| 3.            | «Gira la vida»               | 2:49   |
| 4.            | «Caminante»                  | 3:14   |
| 5.            | «Bonobo»                     | 2:33   |
| 6.            | «La plaça de la alegría»     | 2:55   |
| 7.            | «Libre»                      | 3:18   |
| 8.            | «Incívico»                   | 2:53   |
| 9.            | «La mancha» (Nacho Pascual)  | 2:56   |
| 10.           | «De bar en bar»              | 3:32   |
| 11.           | «Tanto con tan poco»         | 3:21   |
| 12.           | «One love»                   | 3:32   |
| 13.           | «Bastante normal»            | 1:34   |
| Durada total: | Durada total:                | 37:50  |

## Crèdits
Crèdits adaptats del llibret de Todos los días sale el sol.
Bongo Botrako
- Uri Giné – veu, producció
- Nacho Pascual – guitarra
- Xavi Vallverdú – teclat
- David Garcia – baix
- Gorka Robert – bateria, percussió
- Xavi Barrero – trompeta
- Oscar Gómez – saxo

Músics addicionals
- Rubén Sierra – veu (pista 1)
- Adrià Salas – veu (pista 1)
- Jose Capel – veu (pista 4)
- Leo Fernández – veu (pista 8)
- Meri López – veu (pista 11)
- El Bravo – guitarra (pista 11)
- Romain Renard – acordió (pistes 6, 7)
- Sergi López – percussió (pistes 6, 11)

Producció
- Mario Patiño – producció, enginyeria de so, mescla
- Edgar Beltri – enginyeria de so addicional
- Yves Roussel – masterització

Disseny
- Cristina Pastrana – disseny